# Estació de Bac de Roda
Bac de Roda és una estació de la L2 del Metro de Barcelona situada sota la rambla de Guipúscoa, al districte de Sant Martí de Barcelona, i es va inaugurar el 1997 amb l'obertura del tram de la L2 entre Sagrada Família i La Pau.
| Metro de Barcelona     |      |                                              |            |                        |
| Procedència/Destinació | <    | Línia                                        | >          | Procedència/Destinació |
| Paral·lel              | Clot | Logotip de la Línia 2 del metro de Barcelona | Sant Martí | Badalona Pompeu Fabra  |

## Accessos
- Rambla Guipúscoa - Carrer Bac de Roda
- Rambla Guipúscoa - Carrer Fluvià

## Projectes
El Pla Director d'Infraestructures 2009-2018 de l'ATM preveu la creació de la línia Poblenou-UAB d'FGC passant per aquesta estació, ja sigui com a perllongament de la línia 8 o com a línia independent.